# Oriolus chinensis
L'oriolo nucanera (Oriolus chinensis Linnaeus, 1766) è un uccello della famiglia degli Oriolidi, originario dell'Asia meridionale.

## Descrizione

Oriolus chinensis Malaysia.

Si distingue facilmente dal rigogolo per due larghe strisce nere sugli occhi che si congiungono sulla nuca. Inoltre ha un becco più robusto.
La femmina ha il colore del mantello più verdastro o olivaceo.

## Biologia
Come altri orioli, si nutre di insetti e frutta. Il nido consiste in una profonda coppa posta alla biforcazione tra due rami. Nidifica da giugno a dicembre.

## Distribuzione e habitat
Ha un areale estremamente ampio che comprende India, Bangladesh, Myanmar, Cambogia, Thailandia, Vietnam, Laos, Indonesia, Filippine, Malaysia, Cina, Russia, Corea, Singapore e Taiwan.
La maggior parte dei membri che risiedono in India meridionale sono migratori e possono essere avvistati con più regolarità sui Ghati occidentali.

## Tassonomia
Il Congresso Ornitologico Internazionale riconosce le seguenti sottospecie:
- O. c. diffusus  Sharpe, 1877
- O. c. andamanensis  Beavan, 1867
- O. c. macrourus  Blyth, 1846
- O. c. maculatus  Vieillot, 1817
- O. c. mundus  Richmond, 1903
- O. c. sipora  Chasen & Kloss, 1926
- O. c. richmondi  Oberholser, 1912
- O. c. lamprochryseus  Oberholser, 1917
- O. c. insularis  Vorderman, 1893
- O. c. melanisticus  Meyer, AB & Wiglesworth, 1894
- O. c. sangirensis  Meyer, AB & Wiglesworth, 1898
- O. c. formosus  Cabanis, 1872
- O. c. celebensis  (Walden, 1872)
- O. c. frontalis  Wallace, 1863
- O. c. boneratensis  Meyer, AB & Wiglesworth, 1896
- O. c. broderipi  Bonaparte, 1850
- O. c. chinensis  Linnaeus, 1766
- O. c. suluensis  Sharpe, 1877

Le sottospecie viventi sulle isole Andamane (O. c. andamanensis) e Nicobare (O. c. macrourus sono stanziali, e differiscono dalle altre popolazioni nella disposizione del giallo sulle ali e sulla coda e nelle dimensioni del becco. Probabilmente si tratta di specie criptiche.